# Escola Superior de Artes de Estocolmo
A Escola Superior de Artes de Estocolmo (SKH; em sueco:  Stockholms konstnärliga högskola; em inglês:  Stockholm University of the Arts) é uma instituição pública de ensino superior na cidade de Estocolmo, na Suécia.

Foi fundada em 2014, através da fusão das escolas superiores de Circo e Dança (DOCH), de Ópera (OHS) e de Arte Dramática (SADA).                         

Realiza as suas atividades em 3 diferentes áreas, localizadas nos bairros de Östermalm e Gärdet, em Estocolmo. 

### Locais
Dispõe de instalações em 4 diferentes locais:

- Valhallavägen 189 e 193 - Cinema e  meios de comunicação social, artes do espetáculo e  representação. E ainda o centro de investigação e a gestão e administração.
- Brinellvägen 34 – Circo e sala de circo
- Brinellvägen 58 - Dança e ensino de dança.
- Teknikringen 35 – Ópera

### Estudantes, professores e funcionários
Tem cerca de 500 estudantes, dos quais 28 doutorandos, e conta com 200 professores e funcionários (2023).                                         

### Cursos e programas
Oferece cursos de formação com programas em dança, educação em dança, circo, ópera, representação, artes performativas e cinema e meios de comunicação.